# Motor barril
El Alfaro Motor barril o revòlver va ser un altre dels genials dissenys que va dur a terme Heraclio Alfaro Fournier en la seva recerca de millorar els motors d'aviació.

## Història
Sobre l'any 1930 i mentre cercava la manera de millorar els motors d'aviació, l'Enginyer Alfaro, en la seva empresa la Aircraft Engine & Developement Co. Inc. (Companyia de Motors d'Aviació i Desenvolupament), va dissenyar aquest motor, que representava una manera nova manera d'interpretar el motor d'aviació amb una estructura revòlver que disminuïa la secció frontal d'aquest, quan l'arquitectura que imperava era la radial o estrella.
Aquest motor es va construir amb col·laboració de Indian Motorcycle Co., ja que el propietari d'aquesta companyia havia estat company d'ell en el Massachusetts Institute of Technology. Existeixen fotografies però no es poden publicar.

## Funcionament

Animació de funcionament del Motor barril

El funcionament es basa en els motors hidràulics de plat inclinat, en què aquest plat fa les funcions de cigonyal, que al seu torn fa girar l'arbre motor. Que també actua sobre altres elements com la magneto (ignició) generador, tambor de lleves i hèlix.